# Adolf, der Übermensch. Schluckt Gold und redet Blech
Adolf, der Übermensch. Schluckt Gold und redet Blech (en valencià: Adolf, el superhome. Menja or i diu poctrellats) és un fotomuntatge de John Heartfield publicat el 17 de juliol del 1932 a l'Arbeiter-Illustrierte-Zeitung. Forma part del fons de l'Institut Valencià d'Art Modern.
Publicat poc abans que Adolf Hitler accedira al govern, mostra la cara del futur dictador en un cos en rajos X, dins del qual es veu una svastika al cor i l'estòmac ple de monedes d'or. En ella, l'autor utilitza fotografia científica i radiografies com a base del fotomuntatge, entés com un mitjà des d'on fer sàtira política. Els budells del personatge estan fets amb marcs alemanys, fent palesa la contradicció del suposat llenguatge anticapitalista del NSDAP.
Es publicà a l'Arbeiter-Illustrierte-Zeitung, publicació vinculada al KPD on Heartfield produí unes 240 il·lustracions i moltes portades.